# Ґерд Фельс
Ґерд Фельс (нім. Gerd Völs, 22 грудня 1909 — 15 березня 1991) — німецький академічний веслувальник.
Бронзовий призер Олімпійських Ігор 1936 року в складі вісімки.